# Acacia chisholmii
Acacia chisholmii é uma espécie de leguminosa do gênero Acacia, pertencente à família Fabaceae.